# Phyllotropis rosea
Phyllotropis rosea är en insektsart som beskrevs av Leon Fairmaire. Phyllotropis rosea ingår i släktet Phyllotropis och familjen hornstritar. Inga underarter finns listade i Catalogue of Life.